# Richard Schikat
Richard Schikat (* 1896 in Tilsit; † 1968) war ein deutscher Ringer. Er war Weltmeister der Berufsringer im Schwergewicht im freien Stil.

## Leben
Richard Schikat wuchs im ostpreußischen Tilsit auf und fuhr in jungen Jahren zur See. Durch Freunde kam er zum Ringen. Er ging nach Dresden und bestritt im sächsischen Raum als Amateur einige Wettkämpfe ohne durchschlagende Erfolge. Trotzdem fasste er den Entschluss Berufsringer zu werden. Es ist nicht bekannt, wer ihn zu Beginn der 1920er Jahre zu einem guten Freistilringer ausgebildet hat. Tatsache ist, dass er 1923 in den Vereinigten Staaten auftauchte und dort eine sehr erfolgreiche Profilaufbahn im sog. Catch-as-catch-can (Freistilringen) startete. Er war blond, 1,85 m groß und wog ca. 100 kg.
Im Laufe seiner Karriere wurde Richard Schikat, der sich in Amerika Dick Shikat nannte, zweimal Weltmeister. Der Profiringsport war damals in den Vereinigten Staaten sehr populär und war in etwa wie das Profiboxen aufgebaut. Große Veranstaltungen fanden in so berühmten Veranstaltungslokalen wie dem New Yorker Madison Square Garden statt und zogen bis zu 30.000 Zuschauer an. Vor dem Ersten Weltkrieg war das Profiringen in Nordamerika sogar noch populärer als das Berufsboxen.
Nach der Kriegserklärung Hitlers an die Vereinigten Staaten während des Zweiten Weltkrieges war Richard Schikat in einem Lager interniert. Er kämpfte aber 1945 schon wieder bei verschiedenen amerikanischen Ringveranstaltungen. 1946 ging er nach Argentinien und bestritt dort viele Kämpfe. Den Abschluss seiner Karriere erlebte er aber wieder in den Vereinigten Staaten, wo er 1953 seine letzten Kämpfe bestritt.

## Sportliche Karriere

### 1923 bis 1930
Schon bald nach seiner Ankunft in den Vereinigten Staaten im Jahre 1923 bestritt Richard Schikat am 4. Dezember 1923 in New York einen Kampf gegen Wladek Zbyszko, der eigentlich Wladek Cyganiewicz hieß und Pole war. In einem wahren Marathonkampf unterlag er diesem routinierten Mann nach 1 Stunde, 9 Minuten und 50 Sekunden Kampfzeit. Am 26. Juni 1924 kämpfte er in St. Louis gegen Stanislaus Zbyszko, den älteren und erfolgreicheren der Cyganiewicz-Brüder. Zur Überraschung aller gewann er diesen Kampf. Damit wurde er auf einen Schlag in den Vereinigten Staaten bekannt. Jack Curley und Charles Rose, zwei erfahrene Promoter, wurden seine Manager. Er bestritt von nun an unzählige Kämpfe in den Vereinigten Staaten. In manchen Monaten stand er bis zu fünfmal im Ring. Er erlitt dabei kaum Niederlagen und kämpfte sich durch viele Siege immer weiter nach oben.
Die wichtigsten Siege, die er erzielte, waren die über Joe Zigmond am 25. August 1926 in Los Angeles, Stanley Pinta am 20. Oktober 1926 in Los Angeles und Charlie Hansen am 8. Juni 1927 in Los Angeles. Im Jahre 1929 erfocht er viele wichtige Siege über Gegner, die alle entweder schon um die Weltmeisterschaft im Schwergewicht gekämpft hatten, oder seine Mitbewerber um einen Weltmeisterschaftskampf waren. Es waren dies Mike Romano, George Manich, Joe Stocca, George Calza, George Hagen, Gino Garibaldi, Vanka Zelesniak und der russische Matrose Kirilenko.
Am 23. August 1929 kam es dann in Philadelphia zum Weltmeisterschaftskampf Richard Schikat gegen Jim Londos, einen schon lange in den Vereinigten Staaten lebenden Griechen. Diesem Kampf wohnten 30.000 Zuschauer bei, die fast alle den Überraschungssieg des Deutschen über Jim Londos feierten, weil Philadelphia das Zentrum der deutschen Einwanderer in den Vereinigten Staaten war. Richard Schikat war damit Weltmeister.
Anders als beim Berufsboxen, wo Titelverteidigungen relativ selten waren, verteidigte Richard Schikat seinen Weltmeistertitel mehrmals monatlich. So schlug er am 27. Januar 1930 in New York den amerikanischen Sportstudenten Jim McMillen nach 1 Stunde und 45 Sekunden Kampfzeit. In der Revanche gewann er auch am 10. Februar 1930 gegen McMillen in 1 Stunde, 15 Minuten und 12 Sekunden. Anschließend besiegt er u. a. Kola Kwariani, Gino Garibaldi, George Calza, den Ungarn Ferenc Holuban, Jim Clynstock, den kanadischen Meister, der 125 kg auf die Waage brachte und seinen ostpreußischen Landsmann Hans Steinke, der in den Vereinigten Staaten ebenfalls wie er eine ansehnliche Karriere gemacht hatte.
Am 7. April 1930 kämpfte Richard Schikat in New York gegen den russischen Matrosen Kirilenko. Von diesem Kampf ist im Fachblatt "Athletik" Nr. 29 vom 17. Juli 1930 eine Kampfschilderung erhalten. "Anfang April traf in New York der Deutsche Weltmeister im Revanchekampf auf seinen alten Widersacher, den zähen russischen Matrosen Kirilenko, der zum Erstaunen aller zunächst ganz in Führung ging; er erwischte den Deutschen mit einem mörderischen Doppelnelson, wusste diesen minutenlang zu halten und nur unter aller Aufbietung gelang es Schikat, sich zu befreien; gleich darauf revanchierte er sich durch den gleichen Griff und bei der Parade des Russen fiel dieser beinahe aus dem Ring; Schikat musste durch wuchtige Kopfzüge zweimal zu Boden und dort setzte ihm Kirilenko eine Kopfschere an, die unsern Landsmann auf wenige Zoll der Niederlage nahebrachte, über fünf Minuten lagen des Russen muskulöse Beine wie Stahlklammern in seinen Hals, bis Schikat, total betäubt, frei kam." Richard Schikat gewann nach 41 Minuten Kampfzeit.
Am 6. Juni 1930 verteidigte Richard Schikat in Philadelphia den Weltmeistertitel gegen Jim Londos. Nach hartem Kampf verlor dabei Richard Schikat nach einer Kampfzeit von 1 Stunde und 29 Minuten. Weltmeister war damit wieder Jim Londos.

### 1931 bis 1936
Richard Schikat erholte sich von dieser Niederlage sehr schnell und setzte in den folgenden zwei Jahren seine Siegesserie fort. Er bezwang erneut Ferenc Holuban, den Russen Sergei Kalmikoff, den Tschechoslowaken Alexander Szabó, Hans Steinke, Richard Stahl, Rudy Dusek und Leo Pinetztki u. v. a. Alles Ringer, die gegen Jim Londos erfolglos um die Weltmeisterschaft gekämpft hatten. Richard Schikat hoffte natürlich auf einen erneuten Titelkampf gegen Jim Londos, erhielt von diesem aber keine Chance mehr.
Der 40-jährige Haudegen Ed Lewis, war mittlerweile schon zum vierten Mal Schwergewichts-Weltmeister geworden, nachdem Jim Londos dessen New Yorker Weltmeister-Titel aberkannt worden war. Lewis verteidigte am 9. Juni 1932 in New York seinen WM-Titel gegen Richard Schikat und gewann diesen Kampf nach 1 Stunde, 6 Minuten und 7 Sekunden. Ein Revanchekampf zwischen Richard Schikat und Ed "Strangler" Lewis am 6. März 1933 endete nach einer Kampfzeit von einer Stunde unentschieden.
In den folgenden Jahren gewann Richard Schikat, meist in New York oder Brooklyn kämpfend, gegen so starke Ringer wie Joe DeVito, George Zaharias, Paul Boesch, Mahmout Youssouf und Masked Marvel und Alexander Szabó. In einer Ausscheidung für einen WM-Kampf unterlag er aber im Oktober 1934 zweimal gegen Everett Marshall nach 1 Stunde und 30 Minuten und 43 Minuten und 47 Sekunden Kampfzeit und vergab damit wieder die Chance einen Kampf gegen den amtierenden Weltmeister zu erhalten.
Am 2. März 1936 erhielt er aber diese Chance doch. Er kämpfte an diesem Tag in New York gegen den neuen Weltmeister Danno O’Mahoney um den Weltmeistertitel der NWA und besiegte diesen relativ schnell. Damit war Richard Schikat zum zweiten Mal Weltmeister. Doch schon 2 Monate später, am 5. Mai 1936 verlor er diesen Titel an einen Ringer mit dem Künstlernamen „Ali Baba“, hinter dem sich der 30-jährige Türke armenischer Abstammung Arkeen Ekizian versteckte.

### 1937 bis 1953
1937 gewann Richard Schikat in St. Louis über den Deutschrussen Peter Sauer, der sich in den Vereinigten Staaten Ray Steele nannte und der 1940 Weltmeister im Schwergewicht gegen Bronko Nagurski werden sollte. In den folgenden Jahren kämpfte er unverdrossen weiter und bestritt bis 1941 meist monatlich mehrere Kämpfe, die er fast alle gewann. Nach seiner Internierung stand er 1946 in Charlotte schon wieder im Ring und kam zu mehreren Siegen. Gegen den weitaus jüngeren Jack O’Brien musste er jedoch eine Niederlage hinnehmen. Es zeigte sich dabei, dass er mit fast 50 Jahren nicht mehr so schnell und kampfkräftig sein konnte wie vor 20 Jahren.
1947 ging Richard Schikat nach Argentinien und begeisterte auch dort die Massen. 1948 kam er noch einmal zu einem Weltmeisterschaftskampf. Er rang gegen den Argentinier Antonino Rocca um den WWF-Haevyweight-Titel. Rocca hatte vorher sogar Primo Carnera bezwungen und war also ein sehr harter Brocken für Schikat. Rocca gewann diesen Kampf.
Ab 1950 kämpfte Richard Schikat dann wieder in den Vereinigten Staaten, konnte aber naturgemäß mit den Spitzenleuten nicht mehr ganz mithalten. 1953 beendete er seine große Karriere.

## Weblink
- Geschichte der Weltmeisterschaften der Berufsringer mit Foto von Richard Schikat

| Personendaten    | Personendaten    |
| ---------------- | ---------------- |
| NAME             | Schikat, Richard |
| ALTERNATIVNAMEN  | Shikat, Dick     |
| KURZBESCHREIBUNG | deutscher Ringer |
| GEBURTSDATUM     | 1896             |
| GEBURTSORT       | Tilsit           |
| STERBEDATUM      | 1968             |